# 5269 Paustovskij
5269 Paustovskij eller 1978 SL6 är en asteroid i huvudbältet som upptäcktes den 28 september 1978 av den rysk-sovjetiske astronomen Nikolaj Tjernych vid Krims astrofysiska observatorium på Krim. Den har fått sitt namn efter den sovjetiske författaren Konstantin Paustovskij.